# 晉成侯
晉成侯，姬姓，名服人，是西周諸侯國晉國的第四任統治者。晉成侯繼承其父晉武侯之位，成侯去世後，其子晉厲侯福繼位。